# Kurdistan
 Ovo je glavno značenje pojma Kurdistan. Za druga značenja pogledajte Kurdistan (razdvojba).
Kurdistan (Soranî: كوردستان, doslovno značenje: "zemlja Kurda"; Drevno: Corduene, staro: Koordistan, Curdistan, Kurdia, također Kurdewarî na kurdskom) je ime za geografsku i kulturnu regiju na području Bliskog Istoka, u kojem prevladava kurdsko stanovništvo.

## Povijesna geografija
Riječ Kurdistan podrazumijeva „zemlju (domovinu) Kurda“. „Kurd“ predstavlja etimološki nejasnu riječ i stoga kod jezikoslovaca i povjesničara s tim u svezi ne postoje usuglašena mišljenja. Sama riječ je iranska i pojavljuje se u sasanidskom epu „Karnamaki Ardaširi Papakan“, a zatim i u ranim arapskim tekstovima iz 7. stoljeća i to u množinskom obliku „Akrad“. Danas je uvriježeno mišljenje kako naziv Kurd potječe od perzijske riječi Gord („junak“), dok je sam pojam ovjeren u kasnoj sasanidskoj i ranoj arapskoj literaturi društveno-ekonomskog karaktera i odnosi na zajednice pastirskih nomada, a ne na specifični narod ili etnojezičnu skupinu. Kurdi se također spominju i u Firdusijevoj „Šahnami“ iz 10. stoljeća, no u slučaju onih iz Farsa vjerojatno nije riječ o etničkim Kurdima već o lokalnim nomadskim iranskim plemenima koji su govorili jugozapadnim iranskim jezicima sličnim perzijskom. Početkom 2. tisućljeća pod „Kurdima“ iz perzijskih dokumenata smatrala su se sva plemena nomadskog načina života i pojam nije imao specifični lingvistički ili geografski karakter, dok je kasnije počeo objedinjavati čitavu amalgamaciju iranskih i iraniziranih nomada na geografskom području Kurdistana.

## Politička geografija
U političkom kontekstu, cjelokupno kurdsko stanovništvo bilo je dijelom povijesne iranske nacije od starog vijeka do 17. stoljeća kada zapadne dijelove njihovog etničkog područja nepovratno prisvaja Osmansko Carstvo. Tokom čitavog novog vijeka na ovim prostorima prevladavao je religijski identitet: sunitski s osmanlijske odnosno šijitski s iranske strane, a Kurdi su sukladno ovom podjelom bili dobro integrirani u obje države. Situacija se drastično mijenja početkom 20. stoljeća prilikom raspada osmanlijske države: kurdski etnički prostor prvo dijele europske kolonijalističke sile Velika Britanija, Francuska i Rusija, a potom se uspostavljaju države s etnolingvističkim identitetom (Turska i arapski Irak i Sirija) čime Kurdi kao neturci i nearapi postaju strano tijelo. Zbog turskog i arapskog nacionalizma Kurdi su često bili izloženi svim oblicima diskriminacije pa čak i genocida, a njihov se otpor projicirao kroz različite ideologije nacionalizma - paniranizma i iredentizma, u novije vrijeme i regionalizma. Danas najviše Kurda živi u Turskoj (12,6 - 14 milijuna), primarno u regijama Jugoistočne i Istočne Anatolije. Između 1979. i 2013. na ovim se prostorima vodio tursko-kurdski sukob s ciljem stvaranja etničke kurdske države. U Iranu živi 5,4 - 7,7 milijuna Kurda koji čine većinu u Zapadnom Azarbajdžanu, Kurdistanskoj i Kermanšaškoj pokrajini, te sjevernozapadnim dijelovima Hamadanske i Ilamske pokrajine. Osim ovih područja koja spadaju u geografski homogenu regiju Kurdistana, Kurdi također predstavljaju većinu i u 1000 km udaljenom Sjevernom Horasanu na krajnjem sjeveroistoku zemlje. Na osnovi historijskih, etnolingvističkih i religijskih faktora Kurdi su dobro integrirani u multietnički Iran i ne postoji generalna volja za separatizmom ili čak autonomijom, dok od ovog šablona odstupa sunitska manjina ili marksistički nastrojene grupacije (PJAK). U Iraku živi 4,7 - 6,5 milijuna Kurda čija je moderna povijest prošla period masovnih progona i genocida pod režimom Sadama Huseina sve do 2005. kada je u Sulejmanijskoj, Arbilskoj i Dahučkoj pokrajini ostvarena autonomija (Irački Kurdistan). Dva milijuna Kurda živi i u Siriji, a par tisuća u Azerbajdžanu (Nahčivanu) i Armeniji.

## Lingvistička geografija
Kurdistan se lingvistički može podijeliti na dva osnovna dijela: sjeverozapadni u kojem prevladava narječje kurmandži (Turska, Sirija, iranski Zapadni Azarbajdžan i iračka Arbilska i Dahučka pokrajina) i manji jugoistočni u kojem prevladava narječje sorani (ostatak Iraka i Irana). Sjeverozapadno od ovog pojasa u Turskoj prevladava zazaki odnosno jugoistočno gurani, dva jezika koje jezikoslovci klasificiraju u posebnu (zaza-guransku) grupu sjeverozapadnih iranskih jezika. Kurdistan kao lingvističku regiju izuzetno je teško odrediti s obzirom na to da su etnički Kurdi u nekim dijelovima Turske i Iraka prošli proces lingvističke asimilacije, dok s druge strane kurdski iredentisti pod kurdski jezik grupiraju ne samo zazaki i gurani već i lursko odnosno bahtijarijsko narječje perzijskog. Također, poznato je da su neka etnička kurdska plemena kroz historiju nenasilno arabizirana ili turcizirana, isto kao što su kurdizirana neka arapska (Ravadidi) ili turska plemena (Korasuni i Tilakui).

## Religijska geografija
Glavna religija kod Kurda je islam, primarno sunitska grana rasprostranjena u svim krajevima Kurdistana. Milijuni Kurda su i šijiti, a generalno se dijele na imamite u Iranu, alevite u Turskoj i alavite u Siriji. Precizna demografska statistika vrlo je teško odrediva zbog panarapskih, panturkijskih i kurdskih iredentističkih političkih manipulacija (npr. grupiranje svih alevita pod Kurde). Zbog svih ovih faktora procjene kurdske populacije kreću se između 23 i 32 milijuna, a površina Kurdistana od 200.000 do 400.000 km².

### Ostali projekti
|  | Zajednički poslužitelj ima stranicu o temi Kurdistan |